# On Top of the World
On Top of the World è un singolo degli Imagine Dragons, il terzo estratto dal loro album di debutto Night Visions e pubblicato nel 2013. Il brano era già contenuto anche nel loro quarto EP, Continued Silence, del 2012.
Inoltre la canzone è stata inclusa nei videogiochi FIFA 13 e Pro Evolution Soccer 2013, nel film The Incredible Burt Wonderstone, per il trailer del film I Croods e come sigla di chiusura della puntata del 16 giugno 2023 del programma Lingo, trasmesso su LA7 con Caterina Balivo.

## Classifiche

### Classifiche di fine anno
| Classifica (2013)                | Posizione |
| -------------------------------- | --------- |
| Stati Uniti (rock & alternative) | 26        |
| Stati Uniti (rock digital)       | 30        |
| Classifica (2014)                | Posizione |
| Italia                           | 57        |
| Stati Uniti (rock)               | 23        |
| Stati Uniti (rock digital)       | 14        |